# 袁肃
袁肃（?—?）。字恭安，号晋斋，庆元府鄞县（今宁波市鄞州区）人，南宋政治人物。

## 生平
早年在舒磷（当时舒在新安）门下求学，因学问知名于世。庆元五年，考中进士。历官临安府知府、江州知州。仕至太府少卿。

## 家族
曾祖袁毂，父袁燮，是袁燮长子。有弟袁甫、袁商。

## 评价
- 《蒙斋文集》中《和晋斋兄韵》：「晋斋作诗，诲语勤劬。观诗末章，荷兄警余。」
- 《蒙斋文集》中《和晋斋兄韵三章》首章：「不爱金章紫绶纡，欣然玉局自安居。」
- 《蒙斋文集》中《和晋斋兄韵三章》卒章：「家塾提纲属晋斋，絜斋气脉远乎哉。」